# Grand Prix Kanady 1967
Grand Prix Kanady 1967 (oficiálně VII Player's Grand Prix of Canada) se jela na okruhu Canadian Tire Motorsport Park v Ontariu v Kanadě dne 9. srpna 1967. Závod byl osmým v pořadí v sezóně 1967 šampionátu Formule 1.

## Kvalifikace
| Poř. | No. | Jezdec          | Konstruktér     | Čas    | Ztráta |
| ---- | --- | --------------- | --------------- | ------ | ------ |
| 1    | 3   | Jim Clark       | Lotus-Ford      | 1:22.4 | —      |
| 2    | 4   | Graham Hill     | Lotus-Ford      | 1:22.7 | +0.3   |
| 3    | 2   | Denny Hulme     | Brabham-Repco   | 1:23.2 | +0.8   |
| 4    | 20  | Chris Amon      | Ferrari         | 1:23.3 | +0.9   |
| 5    | 10  | Dan Gurney      | Eagle-Weslake   | 1:23.4 | +1.0   |
| 6    | 19  | Bruce McLaren   | McLaren-BRM     | 1:23.5 | +1.1   |
| 7    | 1   | Jack Brabham    | Brabham-Repco   | 1:24.7 | +2.3   |
| 8    | 71  | Jochen Rindt    | Cooper-Maserati | 1:24.9 | +2.5   |
| 9    | 15  | Jackie Stewart  | BRM             | 1:25.4 | +3.0   |
| 10   | 16  | Mike Spence     | BRM             | 1:25.8 | +3.4   |
| 11   | 17  | Chris Irwin     | BRM             | 1:26.0 | +3.6   |
| 12   | 12  | David Hobbs     | BRM             | 1:26.2 | +3.8   |
| 13   | 14  | Jo Siffert      | Cooper-Maserati | 1:26.6 | +4.2   |
| 14   | 8   | Richard Attwood | Cooper-Maserati | 1:27.1 | +4.7   |
| 15   | 9   | Jo Bonnier      | Cooper-Maserati | 1:27.3 | +4.9   |
| 16   | 11  | Al Pease        | Eagle-Climax    | 1:30.1 | +7.7   |
| 17   | 5   | Eppie Wietzes   | Lotus-Ford      | 1:30.8 | +8.4   |
| 18   | 6   | Mike Fisher     | Lotus-BRM       | 1:31.9 | +9.5   |
| DNQ  | 41  | Tom Jones       | Cooper-Climax   | 1:51.9 | +29.5  |

## Závod
| Poř.   | No. | Jezdec          | Konstruktér     | Počet kol | Čas/Odstoupení  | Pořadí na startu | Body |
| ------ | --- | --------------- | --------------- | --------- | --------------- | ---------------- | ---- |
| 1      | 1   | Jack Brabham    | Brabham-Repco   | 90        | 2:40:40.0       | 7                | 9    |
| 2      | 2   | Denny Hulme     | Brabham-Repco   | 90        | + 1:01.9        | 3                | 6    |
| 3      | 10  | Dan Gurney      | Eagle-Weslake   | 89        | + 1 kolo        | 5                | 4    |
| 4      | 4   | Graham Hill     | Lotus-Ford      | 88        | + 2 kola        | 2                | 3    |
| 5      | 16  | Mike Spence     | BRM             | 87        | + 3 kola        | 10               | 2    |
| 6      | 20  | Chris Amon      | Ferrari         | 87        | + 3 kola        | 4                | 1    |
| 7      | 19  | Bruce McLaren   | McLaren-BRM     | 86        | + 4 kola        | 6                |      |
| 8      | 9   | Jo Bonnier      | Cooper-Maserati | 85        | + 5 kol         | 15               |      |
| 9      | 12  | David Hobbs     | BRM             | 85        | + 5 kol         | 12               |      |
| 10     | 8   | Richard Attwood | Cooper-Maserati | 84        | + 6 kol         | 14               |      |
| 11     | 6   | Mike Fisher     | Lotus-BRM       | 81        | + 9 kol         | 18               |      |
| Ret    | 3   | Jim Clark       | Lotus-Ford      | 69        | Zapalování      | 1                |      |
| DSQ    | 5   | Eppie Wietzes   | Lotus-Ford      | 69        | Diskvalifikován | 17               |      |
| Ret    | 15  | Jackie Stewart  | BRM             | 65        | Klapka          | 9                |      |
| NC     | 11  | Al Pease        | Eagle-Climax    | 47        | + 43 kol        | 16               |      |
| Ret    | 17  | Chris Irwin     | BRM             | 18        | Přetočení       | 11               |      |
| Ret    | 71  | Jochen Rindt    | Cooper-Maserati | 4         | Zapalování      | 8                |      |
| DNS    | 14  | Jo Siffert      | Cooper-Maserati |           | Zapalování      | (13)             |      |
| DNQ    | 41  | Tom Jones       | Cooper-Climax   |           |                 |                  |      |
| Zdroj: |     |                 |                 |           |                 |                  |      |

## Průběžné pořadí po závodě
Pohár jezdců
|        | Pořadí | Jezdec          | Body |
| ------ | ------ | --------------- | ---- |
|        | 1      | Denny Hulme     | 43   |
|        | 2      | Jack Brabham    | 34   |
| 1      | 3      | Chris Amon      | 20   |
| 1      | 4      | Jim Clark       | 19   |
|        | 5      | Pedro Rodríguez | 14   |
| Zdroj: |        |                 |      |

Pohár konstruktérů
|        | Pořadí | Konstruktér     | Body |
| ------ | ------ | --------------- | ---- |
|        | 1      | Brabham-Repco   | 51   |
| 1      | 2      | Lotus-Ford      | 22   |
| 1      | 3      | Cooper-Maserati | 21   |
|        | 4      | Ferrari         | 20   |
| 1      | 5      | Eagle-Weslake   | 13   |
| Zdroj: |        |                 |      |